# Représentations diplomatiques de Djibouti

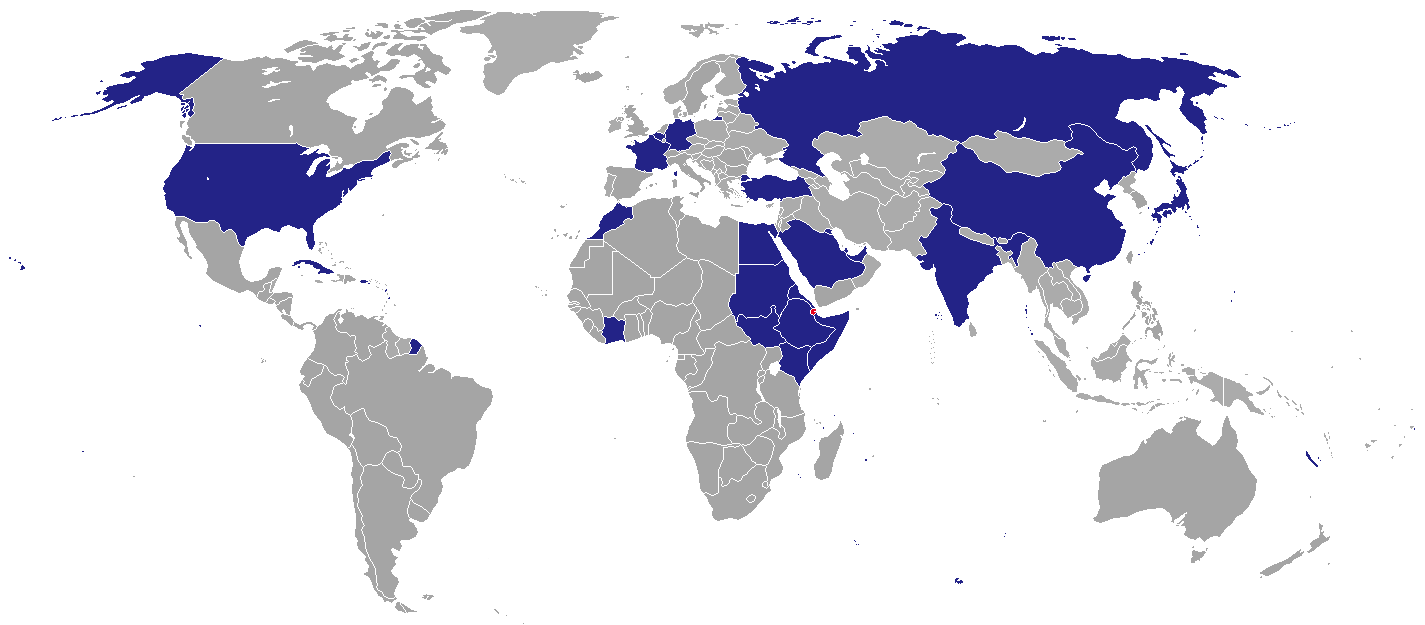
Missions diplomatiques de Djibouti.

Cet article liste les représentations diplomatiques de Djibouti à l'étranger, en excluant les consulats honoraires. Les relations extérieures de Djibouti sont gérées principalement par le président comme chef de l'État, le Premier ministre en tant que chef du gouvernement, et le ministre des Affaires étrangères.

## Afrique
- Côte d'Ivoire
  - Abidjan (ambassade)
- Égypte
  - Le Caire (ambassade)
- Érythrée
  - Asmara (ambassade)
- Éthiopie
  - Addis-Abeba (ambassade)
  - Dire Dawa (consulat général)
- Kenya
  - Nairobi (ambassade)
- Maroc
  - Rabat (ambassade)
  - Dakhla (consulat général)
- Somalie
  - Mogadiscio (ambassade)
  - Hargeisa (consulat général)
- Soudan
  - Khartoum (ambassade)

## Amérique
- Cuba
  - La Havane (ambassade)
- États-Unis
  - Washington (ambassade)

## Asie
- Arabie saoudite
  - Riyad (ambassade)
  - Djeddah (consulat général)
- Chine
  - Pékin (ambassade)
- Émirats arabes unis
  - Abou Dhabi (ambassade)
- Inde
  - New Delhi (ambassade)
  - Bombay (consulat général)
- Japon
  - Tokyo (ambassade)
- Koweït
  - Koweït (ambassade)
- Qatar
  - Doha (ambassade)
- Turquie
  - Ankara (ambassade)

## Europe
- Allemagne
  - Berlin (ambassade)
- Belgique
  - Bruxelles (ambassade)
- France
  - Paris (ambassade)
- Russie
  - Moscou (ambassade)

## Organisations internationales
- ONU
  - Genève (mission permanente à l'ONU et d'autres organisations internationales)
  - New York (mission permanente à l'ONU)

## Galerie

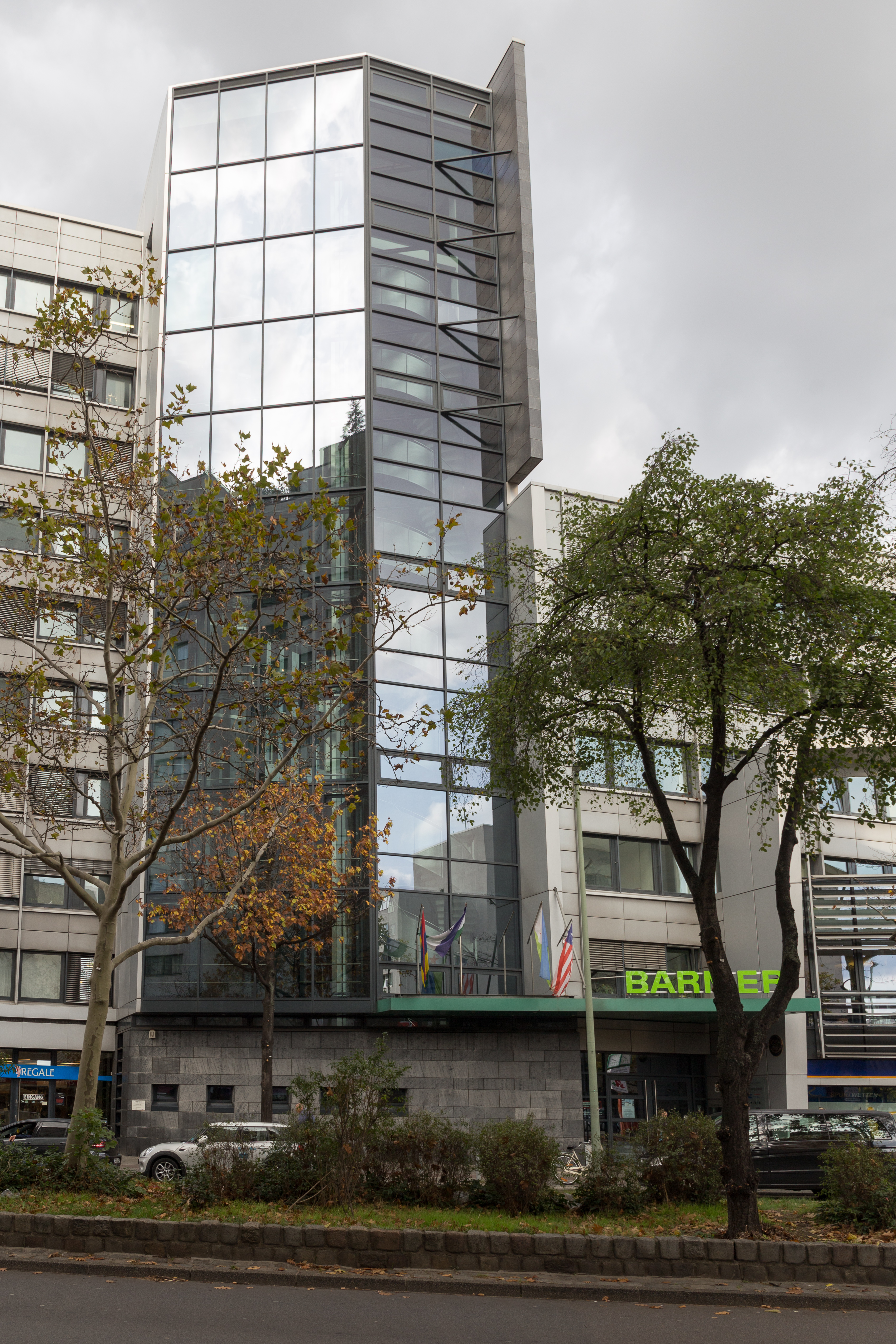
Ambassade de Djibouti à Berlin
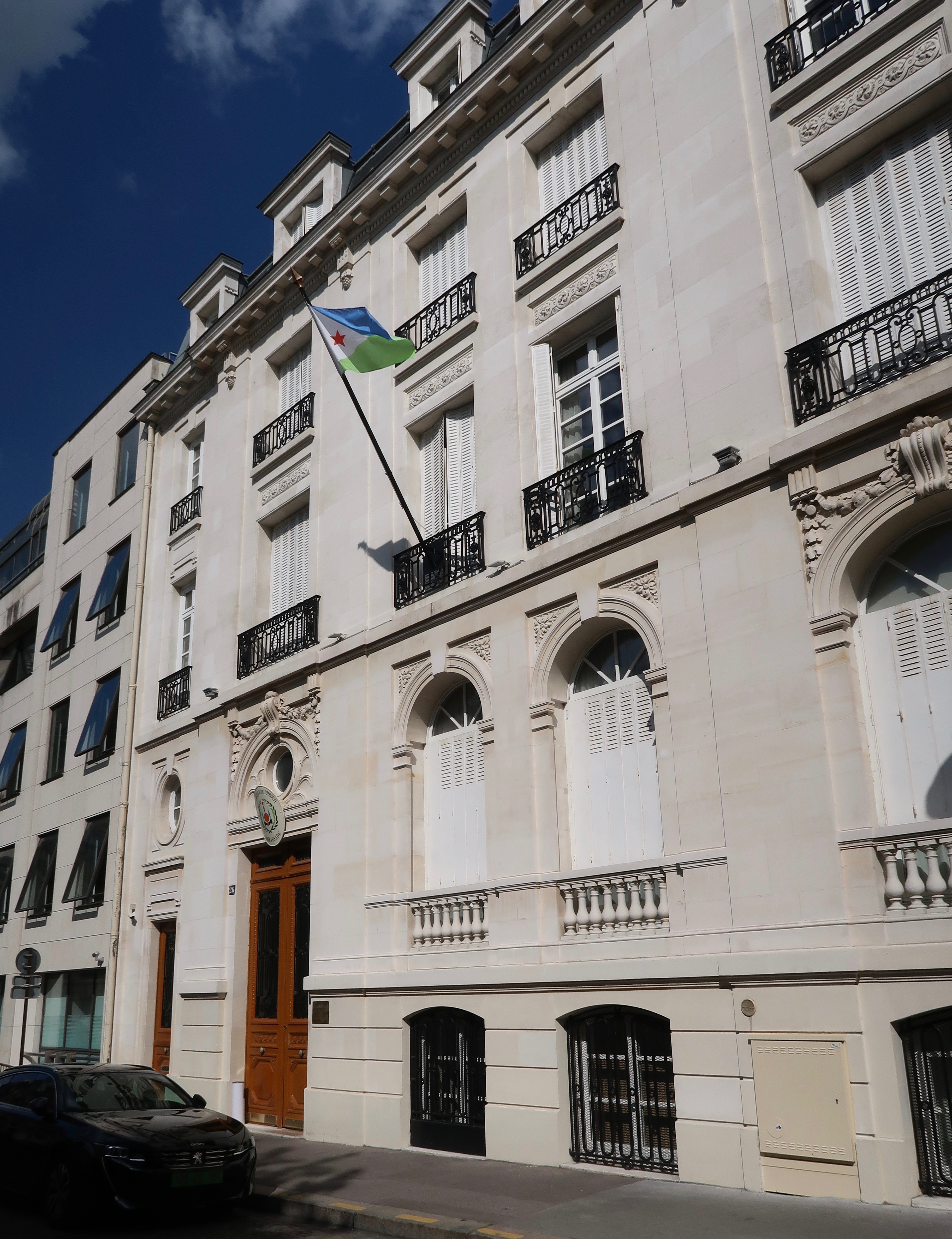
Ambassade de Djibouti à Paris.
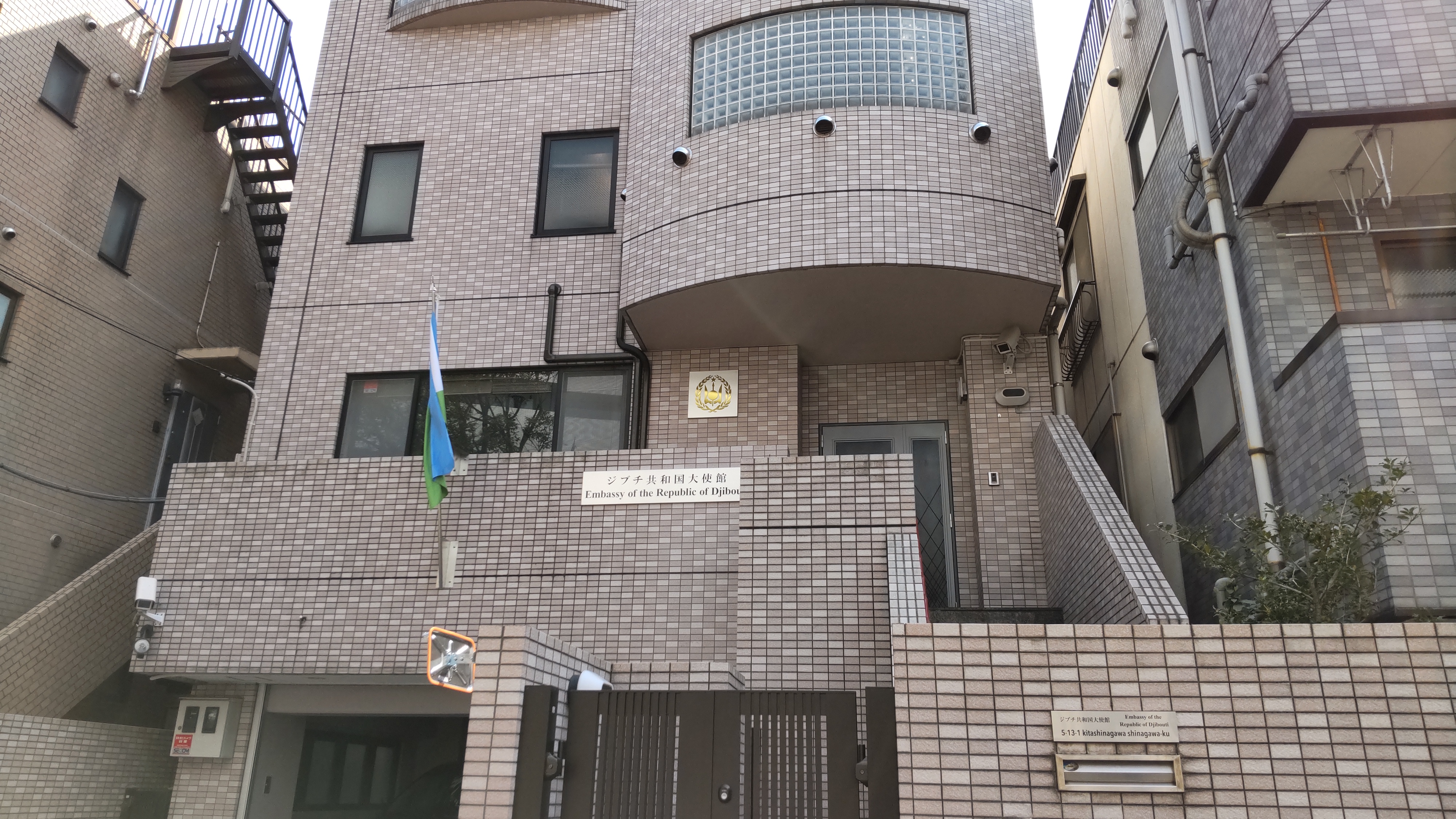
Ambassade de Djibouti à Tokyo